# James Bowes-Lyon
Sir Francis James Cecil Bowes-Lyon (19 settembre 1917 – 18 dicembre 1977) è stato un generale inglese.

## Biografia
Era il figlio del capitano Geoffrey Francis Bowes-Lyon, e di sua moglie, Edith Selby-Bigge. Era un cugino di primo grado della regina madre Elisabetta.

## Carriera
Fu un ufficiale nei Grenadier Guards nel 1938. Prestò servizio nella Guards Armoured Division durante la seconda guerra mondiale.
Nel 1955 divenne comandante alla Guards Depot e nel 1957 è stato nominato Comandante del 2º battaglione dei Grenadier Guards. Fu nominato Assistente Militare del feldmaresciallo Sir Francis Festing nel 1960 e comandante di 157° Lowland Brigade nel 1963.
Fu generale responsabile del comando di 52ª Lowland Division District nel 1966 e Comandante del Settore britannico a Berlino nel 1968. Nel 1971 è stato nominato maggiore generale comandante la Divisione Household e generale responsabile del comando London District.. Si ritirò nel 1973.
Fu anche un Usher Gentleman to the Royal Household.

## Matrimonio
Sposò, il 22 aprile 1941, Mary de Trafford (23 febbraio 1920-28 ottobre 2007), figlia di Sir Humphrey de Trafford, IV Baronetto e di Cynthia Cadogan. Ebbero tre figli:
- John Francis Bowes-Lyon (13 giugno 1942);
- Fiona Ann Bowes-Lyon (3 luglio 1944), sposò Joseph Henry Goodhart, ebbero tre figli;
- David James Bowes-Lyon (21 luglio 1947), sposò Elizabeth Harriet Colville, ebbero tre figli.

## Ascendenza
|                                  |                     |                                                                    | Genitori                                                       |  |  | Nonni |  |  | Bisnonni                                                |  |  | Trisnonni                             |  |
|                                  |                     |                                                                    |                                                                |  |  |       |  |  | Claude Bowes-Lyon, XIII conte di Strathmore e Kinghorne |  |  | Thomas George Lyon-Bowes, lord Glamis |  |
|                                  |                     |                                                                    |                                                                |  |  |       |  |  | Claude Bowes-Lyon, XIII conte di Strathmore e Kinghorne |  |  | Thomas George Lyon-Bowes, lord Glamis |  |
|                                  |                     | Charlotte Grimstead                                                |                                                                |  |  |       |  |  | Claude Bowes-Lyon, XIII conte di Strathmore e Kinghorne |  |  |                                       |  |
| Francis Bowes-Lyon               |                     |                                                                    |                                                                |  |  |       |  |  | Claude Bowes-Lyon, XIII conte di Strathmore e Kinghorne |  |  |                                       |  |
|                                  |                     | Frances Dora Smith                                                 | Oswald Smith                                                   |  |  |       |  |  |                                                         |  |  |                                       |  |
|                                  |                     | Frances Dora Smith                                                 | Oswald Smith                                                   |  |  |       |  |  |                                                         |  |  |                                       |  |
|                                  |                     | Frances Dora Smith                                                 | Henrietta Mildred Hodgson                                      |  |  |       |  |  |                                                         |  |  |                                       |  |
| Geoffrey Bowes-Lyon              |                     | Frances Dora Smith                                                 |                                                                |  |  |       |  |  |                                                         |  |  |                                       |  |
|                                  |                     | Alexander Lindsay, XXV conte di Crawford e VIII conte di Balcarres | James Lindsay, XXIV conte di Crawford e VII conte di Balcarres |  |  |       |  |  |                                                         |  |  |                                       |  |
|                                  |                     | Alexander Lindsay, XXV conte di Crawford e VIII conte di Balcarres | James Lindsay, XXIV conte di Crawford e VII conte di Balcarres |  |  |       |  |  |                                                         |  |  |                                       |  |
|                                  |                     | Alexander Lindsay, XXV conte di Crawford e VIII conte di Balcarres | Maria Pennington                                               |  |  |       |  |  |                                                         |  |  |                                       |  |
| Anne Lindsay                     |                     | Alexander Lindsay, XXV conte di Crawford e VIII conte di Balcarres |                                                                |  |  |       |  |  |                                                         |  |  |                                       |  |
|                                  |                     | Margaret Lindsay                                                   | James Lindsay                                                  |  |  |       |  |  |                                                         |  |  |                                       |  |
|                                  |                     | Margaret Lindsay                                                   | James Lindsay                                                  |  |  |       |  |  |                                                         |  |  |                                       |  |
|                                  |                     | Margaret Lindsay                                                   | Anne Trotter                                                   |  |  |       |  |  |                                                         |  |  |                                       |  |
| James Bowes-Lyon                 |                     | Margaret Lindsay                                                   |                                                                |  |  |       |  |  |                                                         |  |  |                                       |  |
|                                  | Charles Selby-Bigge | Charles Bigge                                                      |                                                                |  |  |       |  |  |                                                         |  |  |                                       |  |
|                                  | Charles Selby-Bigge | Charles Bigge                                                      |                                                                |  |  |       |  |  |                                                         |  |  |                                       |  |
|                                  | Charles Selby-Bigge | Lewis Marianne Selby                                               |                                                                |  |  |       |  |  |                                                         |  |  |                                       |  |
| Amherst Selby-Bigge, I baronetto | Charles Selby-Bigge |                                                                    |                                                                |  |  |       |  |  |                                                         |  |  |                                       |  |
|                                  |                     | Katrina Ogle                                                       | John Scott Ogle                                                |  |  |       |  |  |                                                         |  |  |                                       |  |
|                                  |                     | Katrina Ogle                                                       | John Scott Ogle                                                |  |  |       |  |  |                                                         |  |  |                                       |  |
|                                  |                     | Katrina Ogle                                                       | …                                                              |  |  |       |  |  |                                                         |  |  |                                       |  |
| Edith Selby-Bigge                |                     | Katrina Ogle                                                       |                                                                |  |  |       |  |  |                                                         |  |  |                                       |  |
|                                  |                     | John Robert Davison                                                | Edward Davison                                                 |  |  |       |  |  |                                                         |  |  |                                       |  |
|                                  |                     | John Robert Davison                                                | Edward Davison                                                 |  |  |       |  |  |                                                         |  |  |                                       |  |
|                                  |                     | John Robert Davison                                                | Margaret Pearson Wolfe                                         |  |  |       |  |  |                                                         |  |  |                                       |  |
| Edith Lindsay Davison            |                     | John Robert Davison                                                |                                                                |  |  |       |  |  |                                                         |  |  |                                       |  |
|                                  |                     | Jane Anna Wood                                                     | Nicholas Wood                                                  |  |  |       |  |  |                                                         |  |  |                                       |  |
|                                  |                     | Jane Anna Wood                                                     | Nicholas Wood                                                  |  |  |       |  |  |                                                         |  |  |                                       |  |
|                                  |                     | Jane Anna Wood                                                     | …                                                              |  |  |       |  |  |                                                         |  |  |                                       |  |
|                                  |                     | Jane Anna Wood                                                     |                                                                |  |  |       |  |  |                                                         |  |  |                                       |  |